# Vítěz je sám
Vítěz je sám (portugalsky O Vencedor Está Só) je román Paula Coelha z roku 2008, kritizující soudobou společnost. 
Ukazuje temnou tvář hodnot 21. století, kde pozlátko bohatství a úspěchu je často více než jakékoliv lidské hodnoty a každý, aby dosáhl svého, jde třeba i přes mrtvoly. Detektivní zápletka a několik náhod způsobí, že se několik hlavních i vedlejších postav knihy setká za podivných okolností na filmovém festivalu v Cannes. Jak se však ukáže, filmový festival není zdaleka tak přehlídkou filmu, jako povrchnosti a snahy dostat se kamsi výš, navázat nové kontrakty, vztahy s těmi správnými lidmi. 
V zákulisí tohoto všeho nahlédne čtenář do pocitů hrdinů knihy, kteří často odhalují skutečnost, že úspěch a sláva jsou jen pozlátko a maska pro realitu, která je často dosti odlišná.

## Děj
Román sestává z příběhů několika hrdinů, které se vzájemně splétají, až na konec vyústí v dramatický závěr končící vraždou dvou z nich.
Hlavní hrdina Igor je ruský magnát, který se díky podnikání v oblasti telekomunikací stal multimilionářem. Zároveň je veteránem afghánské války, který prošel speciálním bojovým výcvikem, ovládá bojové umění sambo a je zvyklý zabíjet. Přijíždí na filmový festival do Cannes, kde očekává, že se setká se svojí bývalou ženou Evou, která se tam chystá na doprovodné módní přehlídky, a také aby doprovodila svého nového přítele Hamida. Doufá, že se mu ji podaří znovu získat i za cenu, že kvůli tomu bude vraždit.
Eva je bývalá Igorova manželka, která podniká v oblasti módy. Opustila svého bývalého manžela, protože se z jejich soužití vytratila láska, spontánnost, a celý život se stal  stereotypem, jehož hlavní náplní se stal hon za penězi. (V českém vydání je psána jako „Ewa“, k tomuto pravopisu však není vzhledem k původu jména důvod.)
Hamid Hussein je syn obchodníka látkami z jedné blízkovýchodní arabské země, kterému její šejk pomohl vystudovat nejlepší školy a dostat se na špičku světového módního návrhářství. Hlavním cílem jeho cesty do Cannes však není prezentace jeho nové módní kolekce, ale představení nového filmu, který bude produkovat a který se má stát jeho filmařským debutem. Pro jeho film má být v castingu vybrána nová ženská herecká tvář, která se má stát představitelkou hlavní role Hamidova filmu a hrát po boku jistého slavného herce, zde označovaného jako Celebrita.
Dalšímu hrdinkami jsou dvě mladé dívky. Svérázná Afričanka s uměleckým jménem Jasmína se má stát zlatým hřebem mezi modelkami, které budou předvádět Hamidovu módní kolekci, a Gabriela, která zvítězí v castingu, a tak má se dostat na filmové plátno po boku Celebrity.
Posledním hrdinou je místní policejní inspektor Savoy, který čeká na svou životní šanci v roli detektiva, znuděný mondénním životem a minimální kriminalitou v Cannes. Když se v městě začnou odehrávat tajemné vraždy, pouští se horečně do práce, do jeho vyšetřování však zasahuje inspektor Morris ze  Scotland Yardu, který je do Cannes vyslán Europolem.
Igor si připravil zvrhlý plán, který nazval „ničení světů“ (tj. zabíjení lidí), a trpěl utkvělou představou, že o každém zabití bude prostřednictvím zprávy SMS informovat Evu v naději, že ji tím uchvátí a donutí ji tak, aby se k němu vrátila. První obětí je mladá prodavačka suvenýrů Olivia na hlavním bulváru Croisette, které zaplatí, aby si s ním povídala, a na konec ji bleskově paralyzuje profesionální technikou sambo a usmrtí. Poté se Igor dílem vyčerpání a psychického rozpoložení rozhodne k vraždě přiznat, avšak četník, kterému svůj čin oznámí, se mu jen vysměje a doporučí mu, aby se šel prospat. O něco později, při jedné odpolední party, si Igor vyhlídne distributora filmů Javitse Wilda, kterého rafinovaně otráví jedem kurare naneseným na hrot špendlíku, který mu vystřelí z koktejlového brčka do zad. Po této informaci o zničení druhého „světa“ Evě dochází, že je Igor v Cannes a že nastává velmi vážný problém. Nechává si však celou záležitost pro sebe.
Tou dobou se naplno rozjíždí vyšetřování, kriminalisté si však nedokáží dvě záhadná úmrtí spojit (u Olivie předpokládají úmrtí následkem požití drog, u Javitse ochrnutí v důsledku mrtvice). Děj je nyní zhusta prokládán mistrovským popisem zákulisních praktik módních přehlídek, filmových castingů a různých událostí, kterých se účastní slavné osobnosti, filmaři, novináři a šťastná část veřejnosti, které se podaří do jejich blízkosti dostat. Igorovi pak zkříží cestu další oběť, Maureen, která si k němu v podnapilosti přisedne se sklenicí whisky v ruce v naději, že s ním naváže známost. Společně si vyjdou na odlehlý konec pláže, kde ji Igor usmrtí malou dýkou. Tentokrát se poprvé stane svědkem vraždy malý chlapec, který však ve zbytku příběhu nehraje žádnou roli. K poslední úkladné vraždě dojde v hotelu. Igor nechá doručit Celebritě, která má hrát hlavní roli v Hamidově filmu, obálku, ve které je vložen práškový kyanid draselný s rozprašovacím mechanismem. Herec obálku otevře a zemře, do pokoje později vejde také režisér, který se otráví, vzhledem ke snížené koncentraci jedu však ne smrtelně.
Hamid má pocit, že film je něčím prokletý, a rozhodne se od jeho produkce upustit. Tuto skutečnost se rozhodne oznámit před vybranou společností v rámci galavečeře v jedné noblesní restauraci stojící mimo centrum města. Na tuto událost se také chystá Jasmína a Gabriela se svým manažerem, Hamid přichází v doprovodu Evy, která je již přesvědčena, že je Igor nablízku a že dojde k osudnému setkání. Jasmína a Gabriela se cítí v cizí společnosti opuštěny, a tak se přidávají k Igorovi, který tím není právě nadšen, chová se však galantně a vydává se za jakéhosi Günthera. Při večeři se popíjí sekt, zjitřují se emoce a dochází k hlasitější výměně názorů, která přivolává nežádoucí pozornost společnosti. Proto se Igor, Hamid a Eva dohodnou, že si půjdou ve třech promluvit ven. Scházejí po dlouhých schodech na pláž, která se již začíná utápět v šeru. Igor si bere slovo a vylévá si srdce. Na konec vytahuje malou pistoli a jeho společníkům dochází, že nastává smrtelné nebezpečí. Hamid, který má mohutnější postavu, věří, že Igora dokáže odzbrojit, protože se mu zdá unavený a opilý. To však byla osudná chyba, protože mu Eva nikdy neřekla, že je Igor profesionální zabiják, který je za jakékoliv situace ve střehu. To mu dochází v okažiku, kdy po Igorovi skočí a uvědomuje si přitom, že jeho protivník má situaci pevně v rukou. Projektil mu projede hlavou, neumírá však ihned, a tak mu Igor dává ránu z milosti. Hned nato zastřelí i Evu. 
Střelba není slyšet, protože před ní začala v restauraci hlasitě hrát živá kapela. Igor stírá otisky ze zbraně a zahazuje ji daleko do moře. Když se chystá opustit slavnostní večeři, přidávají se k němu Gabriela s Jasmínou a Igor je slibuje svézt taxíkem domů. V tu dobu však již nechce dále zabíjet a odváží dívky do hotelu. Na druhý den odlétá soukromým letadlem zpět do Ruska, rozhodnut, že za svým starým životem spálí mosty a bude se věnovat své práci.

## Vydání
Brazilská
- O vencedor está só, Agir, Rio de Janeiro 2008

Česká
- Vítěz je sám, překlad Jindřich Vacek, Argo, Praha 2009